# Салида
Салида (на английски: Salida) е град в окръг Чафи, щата Колорадо, САЩ. Салида е с население от 5504 жители (2000) и обща площ от 5,7 km². Намира се на 2159 m надморска височина. ЗИП кодът му е 81201, 81227, 81237, а телефонният му код е 719.